# نورويتش (فيرمونت)
نورويتش (بالإنجليزية: Norwich, Vermont)‏ هي بلدة تقع في مقاطعة وندسور (فيرمونت) بولاية فيرمونت في الولايات المتحدة. تأسست عام 1761، تبلغ مساحتها 115.7 (كم²)، وترتفع عن سطح البحر 274 م، بلغ عدد سكانها 3414 نسمة في عام 2010 حسب إحصاء مكتب تعداد الولايات المتحدة .

## أعلام
- باول بريغهام
- جورج سيلفستر موريس
- هاينريش برونينغ
- تشارلز إل. بارتليت
- جورج أ. كونفيرز
- جورج بوش
- جورج رايت
- فرانسيس سيرز
- غرانت جيلمور

## وصلات خارجية
- www.norwich.vt.us
- The US50 - Cities and Towns in Vermont State
- Vermont Cities and Towns, Facts, Map, Flag, Colleges, Government, and More